# Sant’Apollinare in Classe

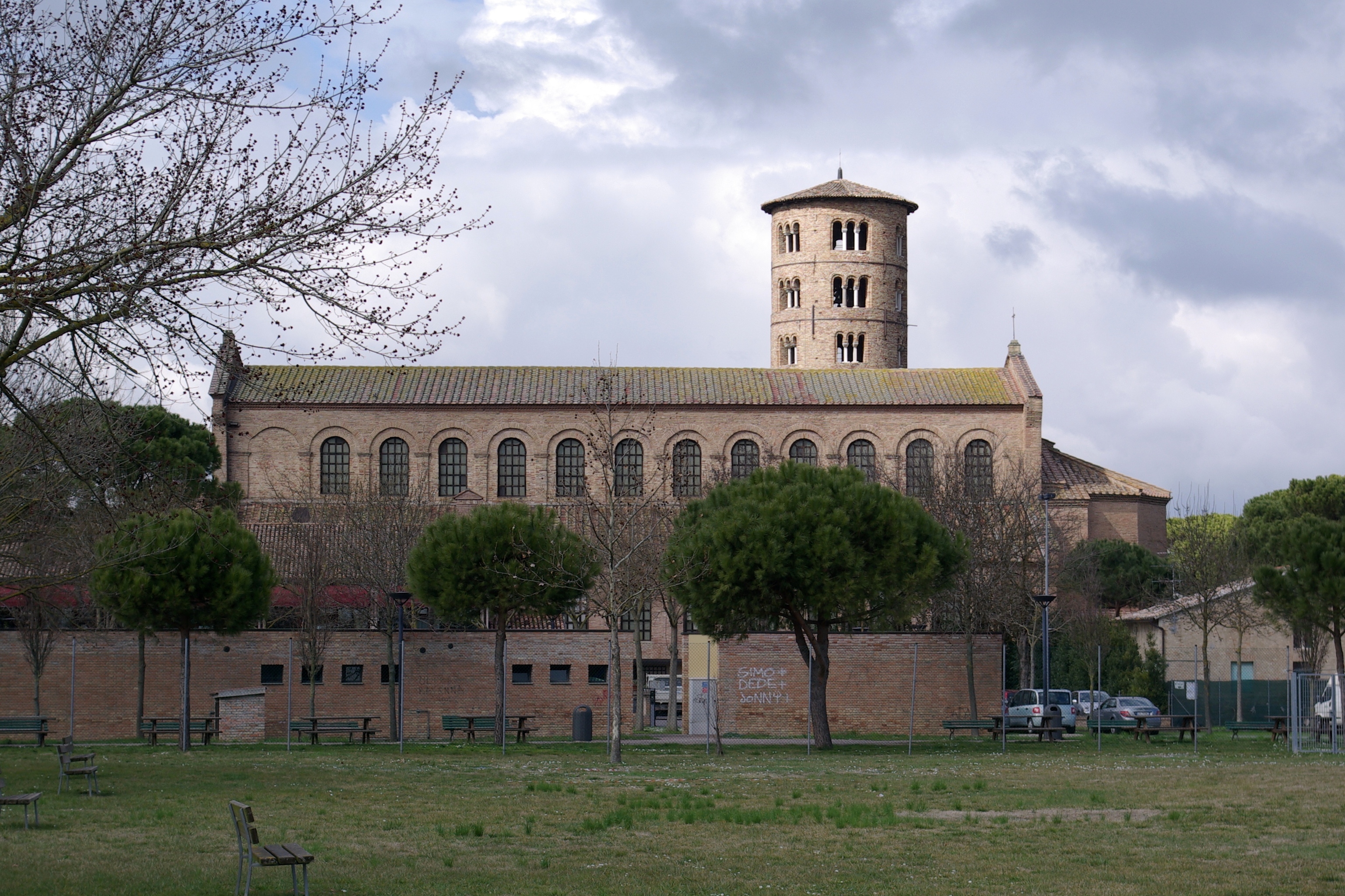
Außenansicht

Fassade

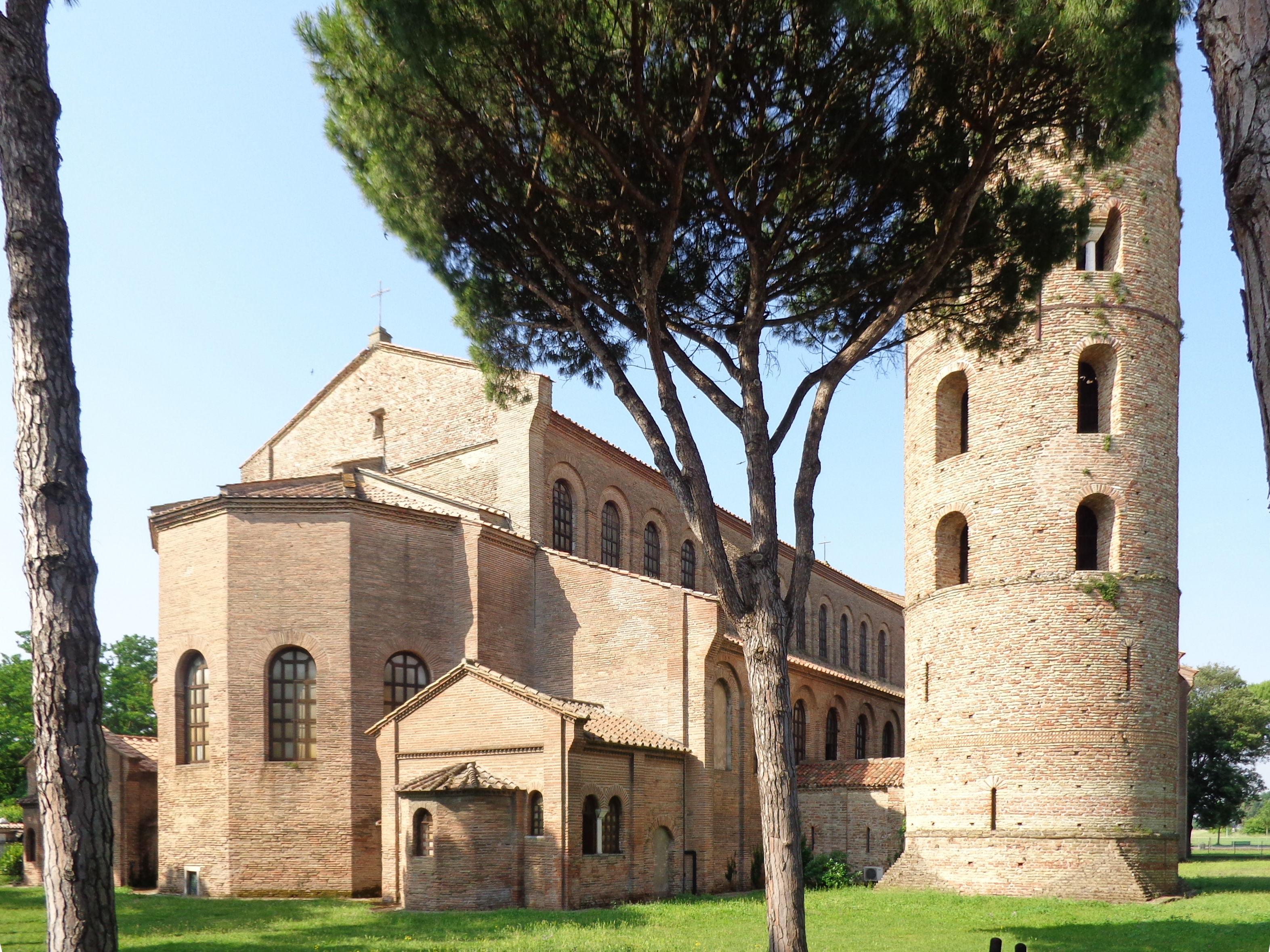
Apsis und Turm

Sant’Apollinare in Classe ist eine dem hl. Apollinaris geweihte Kirche in Classe, einer südlich des Hauptortes gelegenen Fraktion von Ravenna. Die Kirche aus dem zweiten Viertel des 6. Jahrhunderts, am Übergang von der Spätantike zur Vorromanik, folgt dem Beispiel der in der Zeit der Völkerwanderung noch zahlreich vorhandenen dreischiffigen Basiliken (deutsch ‚Königshallen‘) der römischen Architektur, einer Bauform, die in der Antike aber nicht nur für manche Aula regia (Audienzhalle eines Herrschers) im engeren Sinn, sondern oft auch für Gerichts- oder Markthallen Verwendung gefunden hatte. Berühmt ist sie vor allem – wie die anderen byzantinischen Kirchen Ravennas – durch die Wandmosaike in ihrem Innern. Die erhaltenen Mosaiken Ravennas zeugen vom Einfluss der zeitgleichen frühen byzantinischen Architektur, während der Baukörper etwa der römischen Basilika Santa Sabina ähnelt, die ein Jahrhundert zuvor errichtet wurde.
Zusammen mit sieben weiteren spätantiken Bauwerken in Ravenna wurde Sant’Apollinare in Classe von der UNESCO als Weltkulturerbe anerkannt.

## Geschichte
Der Bau der Kirche wurde unter Bischof Ursicinus (533–536 amtierend) begonnen; am 9. Mai 549 wurde sie von Bischof Maximian geweiht. Der reiche Bankier Iulianus argentarius finanzierte den Bau. Die Bezeichnung in Classe rührt von der antiken römischen Stadt Civitas Classis am damaligen (später versandeten) Hafen von Ravenna her, der unter Kaiser Augustus zur Verteidigung der gesamten Adria zum zweitgrößten Kriegshafen des Römischen Reichs ausgebaut worden war. Die Stadt wies eine heterogene Bevölkerung mit vielen Zuwanderern aus den östlichen Provinzen des römischen Reiches auf. So kam auch der hl. Apollinaris aus Antiochia gegen Ende des 1. oder Anfang des 2. Jahrhunderts hierher. Er rief die erste christliche Gemeinde in Ravenna ins Leben und wurde ihr erster Bischof. Die Basilika wurde über seinem Grab errichtet. In der Mitte des 9. Jahrhunderts wurden seine Gebeine in die Kirche Sant’Apollinare Nuovo überführt, da diese zentral in Ravenna und nicht in der abgelegeneren Hafengegend lag und so vor Plünderungen leichter zu schützen war.

## Architektur

### Außenbereich
Die Außenmauern der Kirche sind schlicht und bestehen aus einer Anordnung von schmalen roten Ziegelsteinen (48 × 4 cm) auf weißem Kalkbett (4 cm), was die Kirche je nach Lichtverhältnissen heller oder dunkler erscheinen lässt. Die Apsis ist im Äußeren polygonal ummantelt. Eine möglicherweise nachträglich hinzugefügte Eingangshalle (Narthex) ist dem eigentlichen Portal vorgelagert; über diesem befindet sich ein dreibogiges Fenster mit eingestellten Marmorsäulen.

### Campanile
Der in Lombardischen Stilformen über einem runden Grundriss konstruierte mehrgeschossige Glockenturm mit zwei- und dreibogigen Fenster- und Schallöffnungen stammt aus dem 11. oder 12. Jahrhundert und ist nur mit dem ebenfalls freistehenden Rundturm der ehemaligen Kathedrale von Uzès (Languedoc) zu vergleichen. Das Untergeschoss verfügt nur über schießschartenartige Lichtöffnungen.

## Innenraum

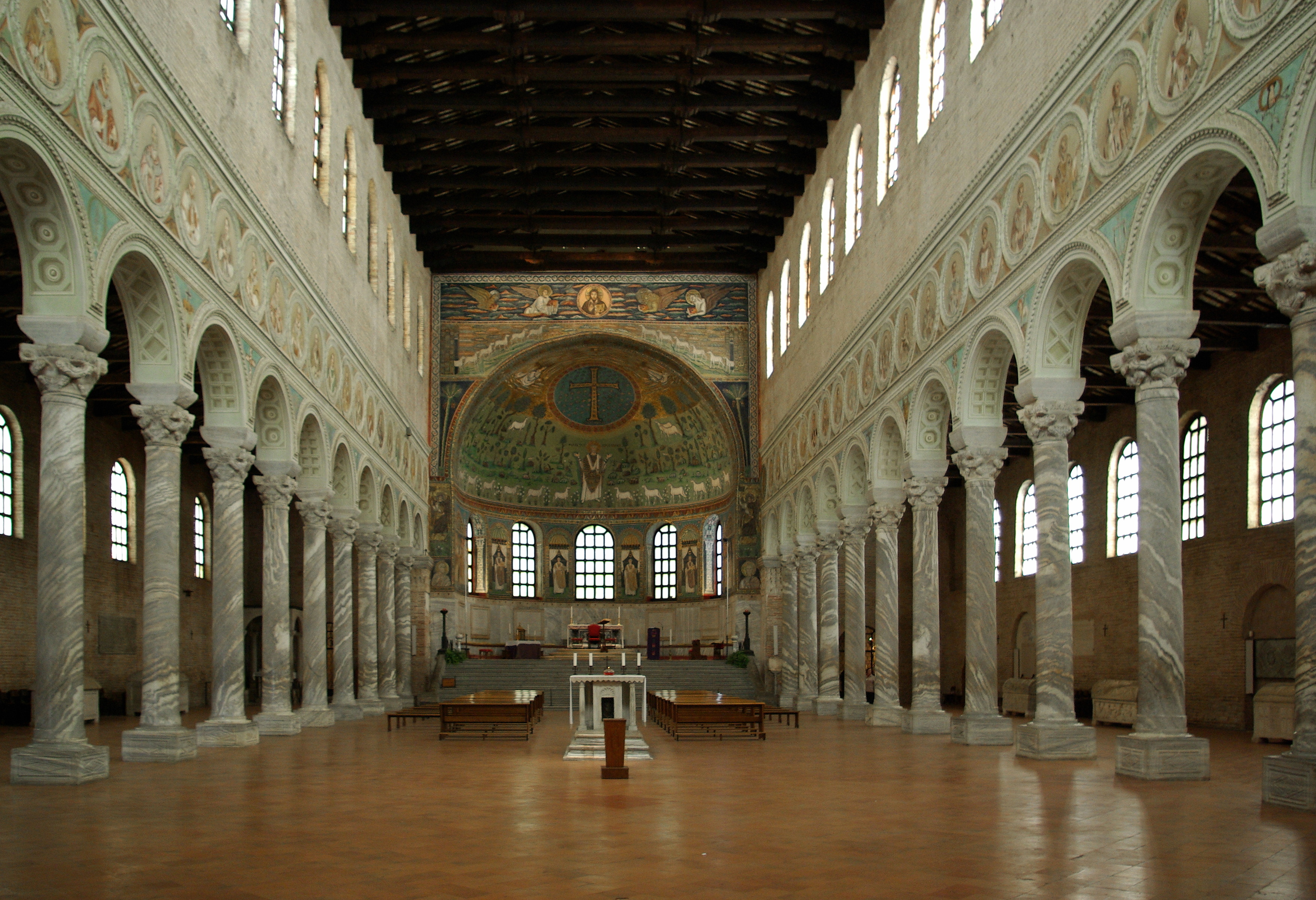
Mittelschiff

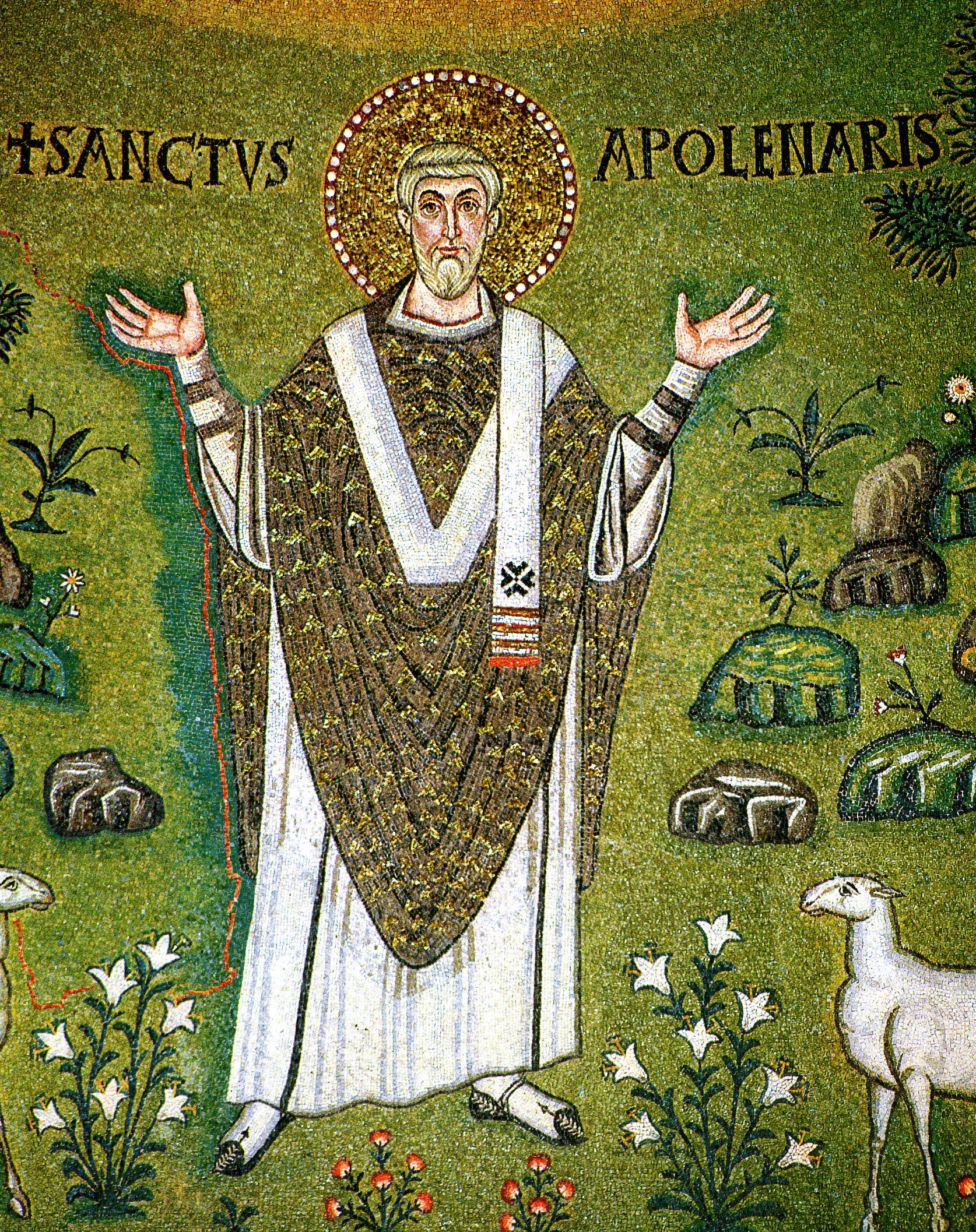
Apollinaris von Ravenna als Hirte; Mosaik in der Apsis (Detail)

Das Innere (55,58 × 30,30 m) besteht aus drei Schiffen, die durch zwei Reihen von jeweils zwölf Säulen aus gestreiftem griechischem Marmor mit byzantinischen Kapitellen voneinander getrennt sind. Die langgestreckte Kirche ist – wie in der Spätantike üblich – nicht gewölbt, sondern mit hölzernen Dachstühlen gedeckt; die ursprüngliche Kassettendecke ist nicht mehr erhalten. Vom ehemals mosaikgeschmückten Fußboden haben nur Reste überdauert.
Die geostete Apsis ist durch eine breite Treppe zu erreichen; im oder unter dem Altar befand sich ursprünglich das Grab des hl. Apollinaris.

### Mosaike
Das Mosaik der Apsis zeigt eine Darstellung der Verklärung; es ist die erste Verklärungsdarstellung, in der Christus durch ein Kreuz symbolisiert wird. Die drei Lämmer auf grüner Wiese symbolisieren möglicherweise Petrus und die Apostelbrüder Jakobus und Johannes. Unter dem Kreuz ist eine saftig grüne, blumenübersäte Landschaft mit Schafen und dem Hl. Apollinaris in der Mitte zu sehen. Der Bischof ist mit einem Messgewand und dem Bischofspallium bekleidet; er erhebt im Gebet die Arme in Orantenhaltung zum Himmel. Ihn umgeben zwölf Lämmer, die die Gläubigen darstellen, die ihrem Hirten folgen.
Der große Triumphbogen des Giebels wurde zuletzt gestaltet (manche datieren ihn zurück auf das 7. Jahrhundert, andere auf das 9. Jahrhundert). In der Mitte befindet sich ein Medaillon mit einem Bild Christi – segnend mit gerunzelter Stirn. Im Hintergrund mit rötlichem und blauem Himmel schweben die Symbole der vier Evangelisten, der Adler (Symbol für Johannes), der geflügelte Mensch (Symbol für Matthäus), der Löwe (Symbol für Markus) und der Stier (Symbol für Lukas). Im unteren Bereich verlassen zwölf Lämmer, die die Apostel darstellen, die heiligen Städte Jerusalem und Betlehem und steigen zu Christus empor.
In den Bögen heben sich zwei mit Datteln beladene Palmen gegen den Nachthimmel ab. Wie die Erzengel Michael und Gabriel wird diese Szenerie ins 6. Jahrhundert datiert, während die Evangelisten Matthäus und Lukas vermutlich erst im 12. Jahrhundert hinzugefügt wurden.

### Krypta
Die Krypta ist halbkreisförmig und haftet der Apsismauer an. Die zwei Eingänge sind jeweils mit Gittern versehen. Eine Mittelzelle unter dem Hauptaltar birgt einen Sarkophag aus griechischem Marmor, der die Gebeine des hl. Apollinaris enthielt, die jetzt jedoch im Hauptaltar der Basilika Sant’Apollinare Nuovo in Ravenna ruhen. Neben einer Kapelle links steht ein marmornes Ziborium (oder Baldachin) aus dem 9. Jahrhundert, das dem heiligen Eleuchadius, einem frühen Bischof von Ravenna, gewidmet war, die vier Säulen, die Ausschmückung der Kapitelle und der Bogen zeigen klassisch byzantinische Motive, aber auch schon langobardischen Einfluss.

### Ausstattung

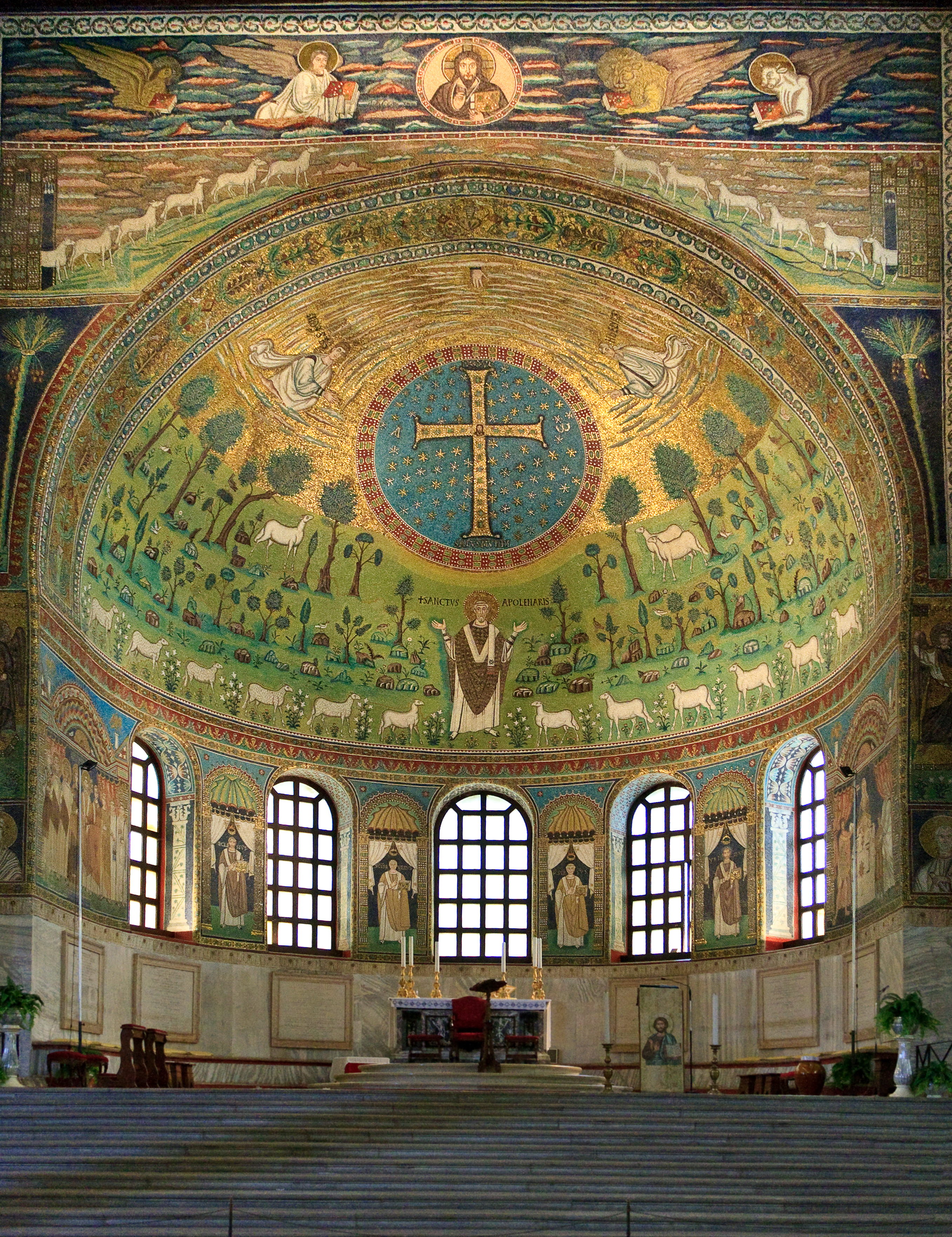
Die Verklärung des Herrn – Mosaik in der Apsis

An den Innenwänden der Seitenschiffe stehen zehn Sarkophage aus griechischem Marmor, die allesamt leer sind, und von denen die meisten für die Bestattung der Bischöfe von Ravenna vom 5. bis zum 8. Jahrhundert verwendet worden waren. Darunter befinden sich
- die ehemalige Grabstätte von Bischof Theodor (688) mit Motiven wie Weinreben aus einer Vase, Pfaue, Tauben, Kreuze und Monogramme Christi
- der Zwölf-Apostel-Sarkophag, der Christus zeigt, der Paulus eine Gesetzesrolle übergibt, und den gekreuzigten Petrus, der die Schlüssel erhebt, sowie andere Apostel
- der mit Kreuzen verzierte Sarkophag des Erzbischofs Gratiosus (788), der Karl den Großen empfangen hatte; darüber ist eine Translationsinschrift in die Mauer eingelassen, der aus der Mitte des 6. Jh. stammt. Die Inschrift besagt (grob zusammengefasst): An dieser Stelle befand sich die Lade des seligen Apollinaris, bevor sie der Erzbischof Maximilian in der Basilika aufnahm. Mit Basilika ist hier Sant’Apollinare in Classe gemeint.[2] Im Jahr 856 wurden die Gebeine des mittlerweile Heiliggesprochenen dann in die Basilika Sant’Apollinare Nuovo in Ravenna überführt.
- der vierte Sarkophag, der mit Reliefs von Muscheln und Dattelpalmen verziert ist sowie mit Reliefs von Pfauen, die aus der Quelle des ewigen Lebens trinken.

In die Innenwand des linken Seitenschiffs ist eine aus dem ehemaligen Kloster in Classe stammende breite Gedenktafel eingelassen, auf der in lateinischer Sprache an die 40-tägige Anwesenheit des deutsch-römischen Kaisers Otto III. während der Fastenzeit des Jahres 1001 erinnert wird.
Fünf weitere Sarkophage stehen an der Innenwand des rechten Seitenschiffs.
Der letzte Sarkophag im rechten Seitenschiff ist der Licina Valeria, Faustina Italica, die in Frieden ruht und die nur ein Jahr, sechs Monate und sechs Tage alt wurde, süßeste Tochter ihrer schmerzerfüllten Eltern, gewidmet.

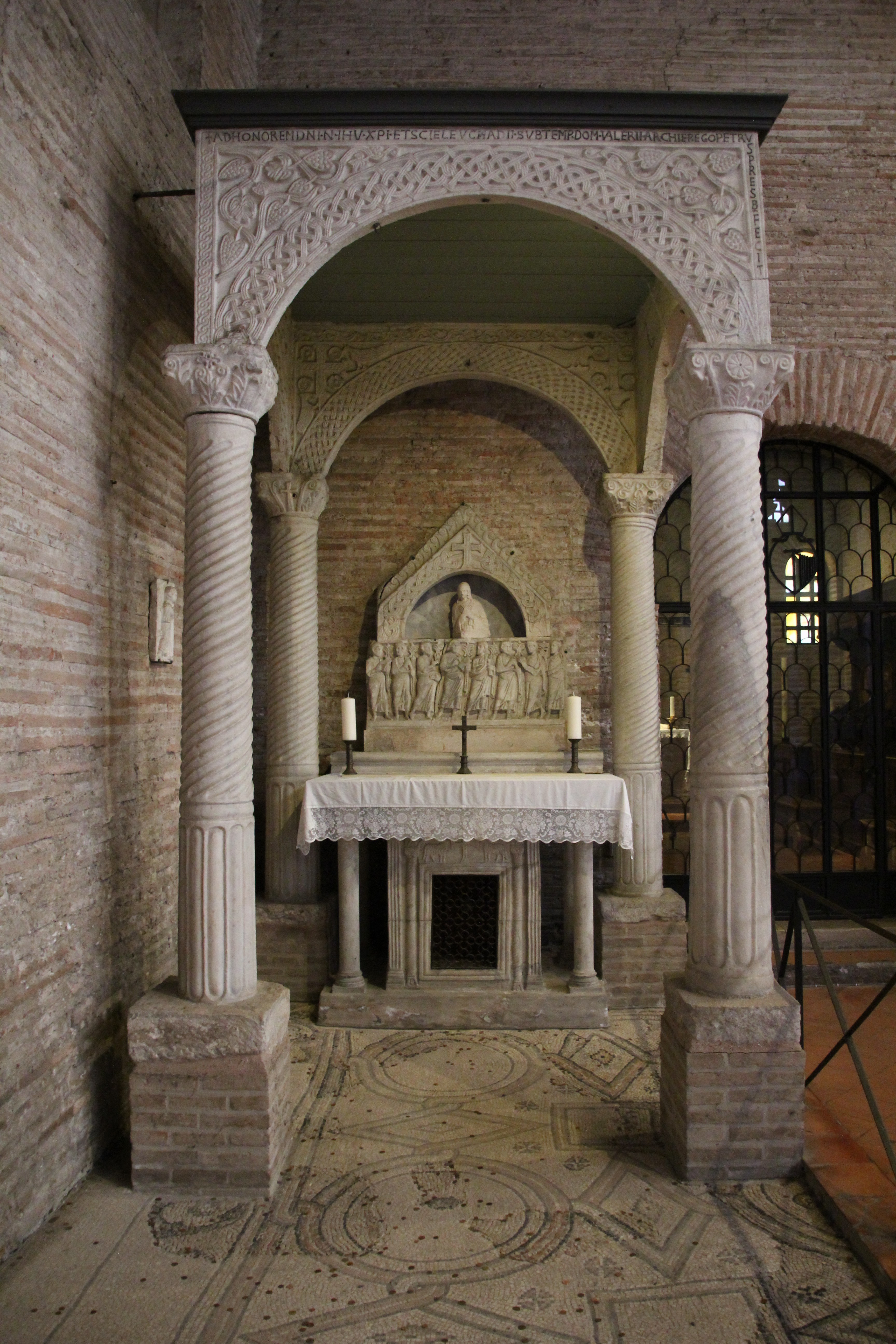
Altar des Lokalheiligen Eleuchadius unter einem Ziborium mit gedrehten Säulenschäften und Reste des Mosaikfußbodens
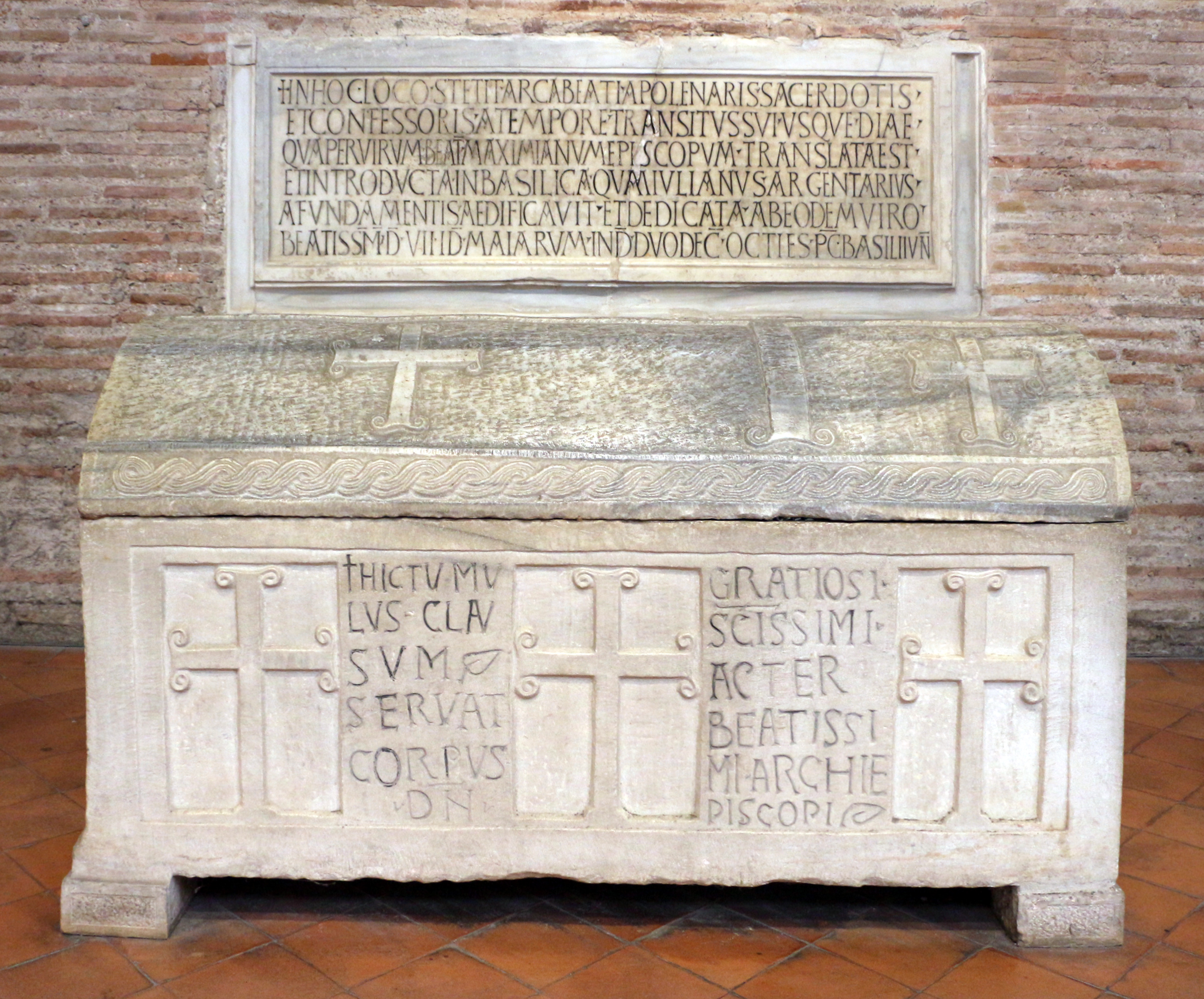
Sarkophag mit Inschrift (5.–7. Jh.) und Gedenktafel
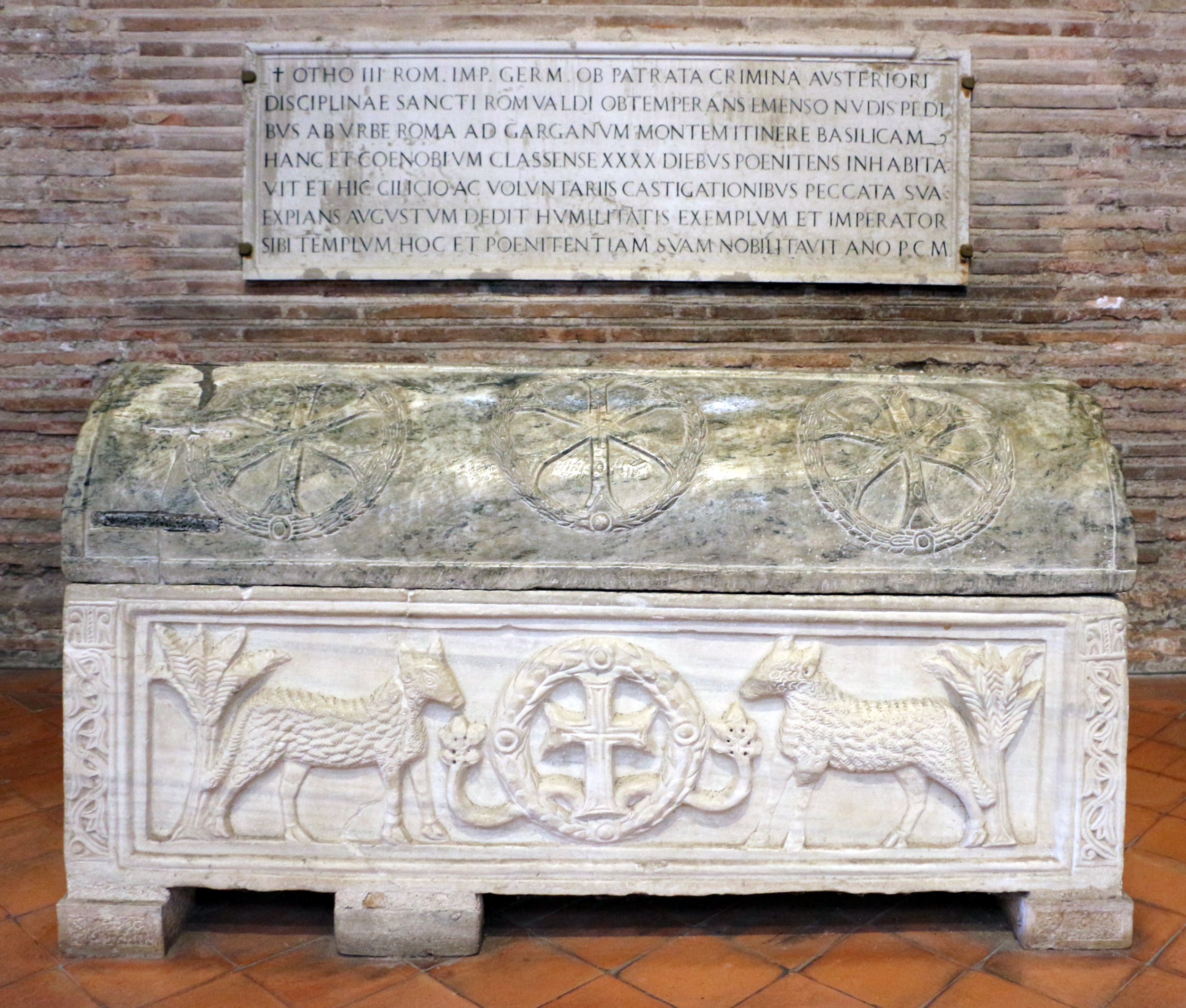
Gedenktafel an der Innenwand des linken Seitenschiffs, die an den 40-tägigen Aufenthalt des deutschen Kaisers Otto III. im ehemaligen Kloster Classe während der Fastenzeit des Jahres 1001 erinnert.
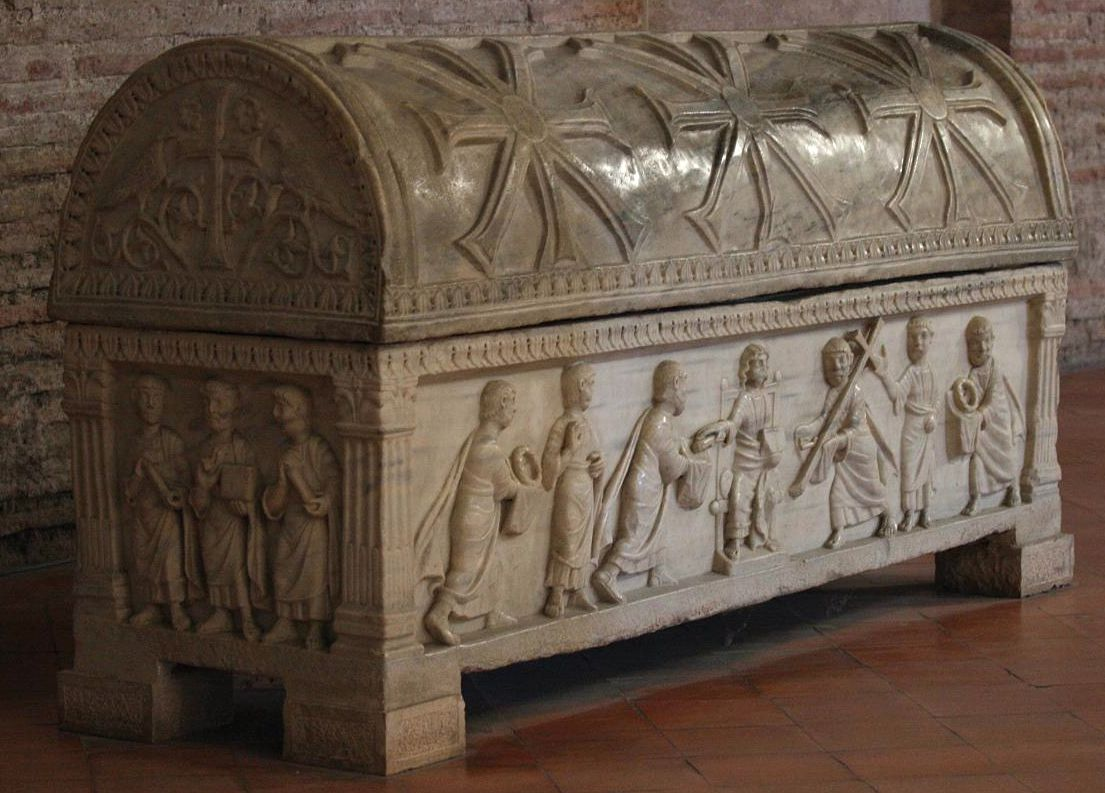
Spätantiker Sarkophag mit rundem Deckel